# Paola D'Arienzo
Paola Caterina D'Arienzo (Torino, 3 marzo 1975) è un'attrice italiana, nota principalmente per aver interpretato il personaggio di Fata Lina nella Melevisione dal 2001 al 2015.

## Biografia
Si è diplomata nel 1995 alla scuola del Teatro Stabile di Torino, diretta da Luca Ronconi. Partecipa a seminari, stages, corsi di perfezionamento e a spettacoli con registi quali Arias, Malosti, Allegri, Avogadro.
Debutta in teatro nel 1995 con Sei personaggi in cerca d'autore, regia di Ronconi. Nel 1996 è Milena nella rappresentazione teatrale Quer pasticciaccio brutto de via Merulana, sempre per la regia di Ronconi. Lavora intensamente, sempre in teatro, sotto la direzione di Matteo Tarasco in Cleopatraccia, con Glauco Mauri, in Re Lear e in Cassandra, tratto dall'omonimo romanzo di Christa Wolf.
Dal 2001 al 2015 veste i panni di Fata Lina della Melevisione, programma storico di Rai 3 e Rai Yoyo
Per la televisione debutta nel 2001 nel film TV La Sindone - 24 ore, 14 ostaggi, per la regia di Lodovico Gasparini. L'anno successivo è nel cast del film Un Aldo qualunque, diretto da Dario Migliardi, nel 2007 interpreta Faustina nella Freccia Nera accanto a Riccardo Scamarcio.
Nel 2009 partecipa in tutti i più grandi teatri italiani allo spettacolo della Melevisione il Mistero delle Fiabe Rubate dove debutta per la prima volta nella veste di acrobata su cerchio e tessuti aerei.
Nel 2014 partecipa alla seconda stagione di Fuoriclasse.
Nell'aprile 2022 torna su Rai Yoyo insieme a Danilo Bertazzi nel nuovo programma Calzino.

## Filmografia

### Televisione
- Melevisione - serie TV (2001-2015)
- Fuoriclasse - serie TV (2014)
- Calzino - programma TV (dal 2022)